# Сарэкс
Сарэкс — крупнейший (с 2010 года) российский производитель тракторов. Основная продукция завода — пневмоколёсные тракторы сельскохозяйственного назначения, также завод выпускает экскаваторы, погрузчики, коммунальную и специальную технику на их базе. Находится в Саранске.
Полное наименование предприятия — Открытое акционерное общество «СарЭкс».

## История
Саранский экскаваторный завод образован по решению совета Министров РСФСР и Мордовского Совнаркома от 5 мая 1959 года. Основная специализация — производство гидравлических землеройных машин, монтируемых на колесных тракторах. В 1990-е годы в ходе приватизации на его базе создается ОАО «Сарэкс»
В 2007 году контроль над предприятием переходит к ЗАО «Агроевросоюз», являвшегося поставщиком тракторов производства ОАО «Харьковский тракторный завод» в Российскую Федерацию. В соответствии с новой стратегией, основой развития ОАО «Сарэкс», наряду с традиционным выпуском экскаваторов, должно стать новое сборочное производство тракторов. В работе по проектированию главного сборочного конвейера участвуют специалисты немецкой инжиниринговой фирмы Durr Consulting. В результате, был построен производственный комплекс по сборке тракторов тягового класса 2-5 т., включающий в себя универсальную сборочную линию, рассчитанную на сборку 10 тыс. тракторов в год.
В сентябре 2007 года по лицензии Минского тракторного завода предприятие начинает выпуск универсально-пропашного трактора «Беларус-1221.2» с исключительным правом на его реализацию в России до 2015 года. ОАО «Сарэкс» становится поставщиком техники для ОАО «Росагролизинг» и для заёмщиков ОАО «Россельхозбанк» в рамках целевой программы кредитования предприятий АПК.
В 2009 году Сарэкс переходит под управление концерна «Тракторные заводы». По словам менеджмента концерна, предприятие взято в управление с целью «заполнить модельный ряд той продукцией, которую концерн не производит». В этом же году предприятие расширяет ассортимент продукции и осваивает выпуск тракторов «Беларус-82.6» и «Беларус-82.1». Кроме того, расширяется список производимой коммунальной и специальной техники за счет выпуска фронтальных погрузчиков, коммунально-уборочных, снегоочистительных, фрезерных и других машин. В декабре 2009 года ОАО "ПО «Красноярский завод комбайнов», входящее в состав концерна «Тракторные заводы», стало прямым владельцем 23,5 % акций ОАО «Сарэкс».
В 2009—2010 годы на предприятии происходит снижение производства тракторов. Причиной стало снижение закупок техники со стороны российских сельскохозяйственных предприятий и завершение отгрузки тракторов по крупному заказу от ОАО «Росагролизинг». Тем не менее, был отмечен рост производства экскаваторов и расширившейся линейки коммунальной и специальной техники, продажи которой стали вновь играть значительную роль в выручке предприятия.
В феврале 2011 года полномочия единоличного исполнительного органа ОАО «Сарэкс» переданы ООО "ККУ "Концерн «Тракторные заводы».

## Финансовые показатели (тыс. руб.)
|                                       | 2006 г.  | 2007 г.    | 2008 г.    | 2009 г.    | 2010 г.    |
| Выручка                               | 339 360  | 1 072 137  | 4 064 761  | 3 125 621  | 2 308 584  |
| Себестоимость проданных товаров       | −343 308 | −1 036 185 | −3 382 011 | −2 726 377 | −2 035 685 |
| Валовая прибыль                       | −3 948   | 35 952     | 679 750    | 399 244    | 272 899    |
| Коммерческие и управленческие расходы | −8 891   | −11 583    | −136 188   | −228 224   | −178 909   |
| Прибыль (убыток) от продаж            | −12 839  | 24 369     | 543 562    | 171 020    | 93 990     |
| Проценты к получению                  |          | 3 155      | 56 103     | 753        | 956        |
| Проценты к уплате                     | −7 424   | −6 094     | −6 988     | −38 576    | −74 331    |
| Сальдо прочих доходов и расходов      | −6 600   | −41 836    | −56 239    | −40 978    | −9 372     |
| Налог на прибыль                      |          |            | −127 696   | −30 162    | −9 091     |
| Чистая прибыль (убыток)               | −26 910  | −20 406    | 408 742    | 62 057     | 2 152      |

## Основные акционеры
| ИНГ БАНК (ЕВРАЗИЯ) ЗАО                 | 1,31 %  |
| ЗАО «Депозитарно-Клиринговая Компания» | 5,30 %  |
| Conti Invest Ltd.                      | 24,00 % |
| Hawkinge Limited                       | 21,53 % |
| Wodan Capital ST Fund                  | 16,56 % |
| ОАО "ПО «Красноярский завод комбайнов» | 23,50 % |
| Прочие                                 | 7,80 %  |